# Judith Pörksen Roder
Judith Pörksen Roder (* 29. September 1963 in Flensburg) ist seit 2020 Synodalratspräsidentin der Reformierten Kirchen Bern-Jura-Solothurn. Sie ist die erste Frau in diesem Amt.

## Biografie
Pörksen Roder stammt aus einer schleswig-holsteinischen Pastorenfamilie. Sie ist eine Tochter des Flensburger Pastors Jens-Hinrich Pörksen und seiner Frau Sigrid, geb. Roder. Martin Pörksen war ihr Großvater, Uwe Pörksen ihr Onkel, und Jan Pörksen, Bernhard Pörksen und Julian Pörksen sind ihre Cousins. 
Sie studierte evangelische Theologie in Tübingen, Berlin und Bern. 1992 wurde sie in der Berner Kirche ordiniert. Sie war von 1994 bis 1998 Gemeindepfarrerin in Bern-Bümpliz und danach bis 2019 Leiterin der Fachstelle Gemeindeleben der reformierten Gesamtkirchgemeinde Bern. Sie gehört dem Fraktionsvorstand der Unabhängigen an, einer kirchenpolitischen Gruppe, die sich in der Tradition von Hermann Kutter, Leonhard Ragaz und Karl Barth für Gerechtigkeit und die Bewahrung der Schöpfung einsetzt.
Bei der Wahl im reformierten Kirchenparlament Bern-Jura-Solothurn wurde ein Amtsnachfolger für Andreas Zeller bestimmt, der in den Ruhestand ging. Judith Pörksen Röder setzte sich im August 2020 mit deutlicher Mehrheit (108 zu 70 Stimmen) gegen den Bieler Gemeinderat Cédric Némitz durch. Sie trat ihr Amt als Synodalratspräsidentin im Oktober 2020 an.